# Tennistoernooi van Dubai 2002
|                                          |  |                                        |
| Amélie Mauresmo, winnares bij de vrouwen |  | Fabrice Santoro, winnaar bij de mannen |

Het tennistoernooi van Dubai van 2002 werd van 18 februari tot en met 3 maart 2002 gespeeld op de hardcourt-buitenbanen van het Aviation Club Tennis Centre in Dubai, de hoofdstad van het gelijknamige emiraat in de Verenigde Arabische Emiraten. De officiële naam van het toernooi was Dubai Tennis Championships and Dubai Duty Free Women's Open.
Het toernooi bestond uit twee delen:
- WTA-toernooi van Dubai 2002, het toernooi voor de vrouwen, van 18 tot en met 23 februari
- ATP-toernooi van Dubai 2002, het toernooi voor de mannen, van 25 februari tot en met 3 maart

Beide toernooien werden gewonnen door een Français(e).
ATP-toernooi van Dubai – WTA-toernooi van Dubai

2001 · 2002 · 2003 · 2004 · 2005 · 2006 · 2007 · 2008 · 2009 · 2010 · 2011 · 2012 · 2013 · 2014 · 2015 · 2016 · 2017 · 2018 · 2019 · 2020 · 2021 · 2022 · 2023 · 2024 · 2025